# Copa Presidencial Adolfo López Mateos 1963
La Copa Presidencial Adolfo López Mateos 1963 fue la primera y única edición de un torneo copero extraordinario organizado por la Federación Mexicana de Fútbol. El certamen tenía como objetivo medir en duelos de "Nocaut" y en una sola sede a los equipos de la Primera División que habían participado en la campaña 1962-63. El trofeo fue donado por la presidencia de la república y fue una de las competencias oficiales organizadas por Federación, paralelas a las tres tradicionales (Liga, Copa y Campeón de Campeones), y al igual que sus pares (Torneo de Nuevos Valores 1978 y Copa Federación 1983) nunca se volvió a jugar. 
Tal como se mencionó con anterioridad, el torneo constó de rondas eliminatorias a muerte súbita, los encuentros fueron asignados mediante sorteo, quedando Atlas y Atlante, exentos de disputar la primera ronda, uniéndose en los cuartos de final. Las eliminatorias tuvieron dos llaves situadas en una sola sede, la primera en el Estadio Olímpico Universitario y la segunda en el Estadio Jalisco.

## Resultados

### Primera Ronda

#### Llave 1
| 17 de febrero de 1963 | América                                         | 3:0 (1:0) | Tampico | Olímpico Universitario, Ciudad de México |  |
|                       | José Alves Zague 27' · Armando Garrido 77', 82' |           |         |                                          |  |

| 17 de febrero de 1963 | Guadalajara                             | 2:2 (1:1; 0:0 t.e.); (2:3 p.) | Morelia                                  | Jalisco, Guadalajara |  |
|                       | Salvador Reyes 26' · Francisco Jara 61' |                               | Salvador Estrada 4' · Roberto Resquín ?' |                      |  |

#### Llave 2
| 21 de febrero de 1963 | UNAM                                                                                                 | 4:4 (2:3; 0:0 t.e.); (3:5 p.) | Irapuato                                               | Olímpico Universitario, Ciudad de México |  |
|                       | Raúl Vázquez 12' · Alfredo Echavarri 42' · José Antonio Rodríguez 53' · Max Villalobos 60' (autogol) |                               | Alberto Etcheverry 7' (31), 56' · Luciano Martínez 32' |                                          |  |

| 21 de febrero de 1963 | Nacional                              | 2:2 (1:1; 0:0 t.e.); (0:1 p.) | León                                          | Jalisco, Guadalajara |  |
|                       | Tito Gutiérrez 12' · Joel Andrade 59' |                               | Guaracy Barbosa 38' · Juan Carlos Linazza 55' |                      |  |

#### Llave 3
| 24 de febrero de 1963 | Necaxa                                             | 2:1 (1:0) | Monterrey           | Olímpico Universitario, Ciudad de México |  |
|                       | Alberto Evaristo penal' (24) · Antonio Munguía 82' |           | Fello Hernández 87' |                                          |  |

| 24 de febrero de 1963 | Oro                                               | 3:1 (2:0) | Toluca                   | Jalisco, Guadalajara |  |
|                       | Jorge Rodríguez 3' · Manoel Tavares Neco 25' (85) |           | Marco Antonio Patiño 70' |                      |  |

### Cuartos de final
| 28 de febrero de 1963 | Atlante                          | 2:1' | Necaxa              | Olímpico Universitario, Ciudad de México |  |
|                       | Carlos Chavaño · Carlos Lara 88' |      | Agustín Peniche 64' |                                          |  |

| 28 de febrero de 1963 | Atlas | 0:1' | León                              | Jalisco, Guadalajara |  |
|                       |       |      | Guillermo Hernández 13' (autogol) |                      |  |

| 3 de marzo de 1963 | América                                                                        | 4:1 (0:1) | Irapuato       | Olímpico Universitario, Ciudad de México |  |
|                    | José Alves 'Zague' 50' · Armando Garrido 54' (63) · Ronald Martell penal' (72) |           | Luis Cazaña 4' |                                          |  |

| 3 de marzo de 1963 | Oro                                                                                                 | 5:1' | Morelia                      | Jalisco, Guadalajara |  |
|                    | Jorge Rodríguez 30' · Manoel Tavares 'Neco' 38' · Amaury Epaminondas 57' (78) · José Luis Pérez 89' |      | José Luis Sánchez Torres 75' |                      |  |

### Semifinales
| 6 de marzo de 1963 | Oro                                                             | 4:0' | León | Jalisco, Guadalajara |  |
|                    | Amaury Epaminondas 8' (39), 55' · Antonio Ramírez 34' (autogol) |      |      |                      |  |

| 7 de marzo de 1963 | América                                                                       | 5:1 (0:1) | Atlante       | Olímpico Universitario, Ciudad de México |  |
|                    | Armando Garrido 15' (73) · Francisco Moacyr 29', 64' · José Alves 'Zague' 50' |           | Juan Soto 38' |                                          |  |

### Final
| 10 de marzo de 1963 | América                                              | 4:1 (0:1) | Oro                    | Olímpico Universitario, Ciudad de México                    |                                                             |
|                     | Francisco Moacyr 30', 44', 70' · Armando Garrido 87' | Reporte   | Amaury Epaminondas 90' | Asistencia: 60 000 espectadores Árbitro(s): Fernando Buergo | Asistencia: 60 000 espectadores Árbitro(s): Fernando Buergo |